# Хефлин (Алабама)
Хефлин (енгл. Heflin) град је у америчкој савезној држави Алабама. По попису становништва из 2010. у њему је живело 3.480 становника.

## Демографија
Према попису становништва из 2010. у граду је живело 3.480 становника, што је 478 (15,9%) становника више него 2000. године.
| Група             | 2000.         | 2010.         |
| Белци             | 2.544 (84,7%) | 3.000 (86,2%) |
| Афроамериканци    | 355 (11,8%)   | 328 (9,4%)    |
| Азијати           | 10 (0,3%)     | 4 (0,1%)      |
| Хиспаноамериканци | 58 (1,9%)     | 83 (2,4%)     |
| Укупно            | 3.002         | 3.480         |